# Prix Victor Cavey
Prix Victor Cavey är ett montélopp för femåriga hingstar och ston som äger rum i juni på Hippodrome de Vincennes i Paris i Frankrike. Det är ett Grupp 2-lopp, man måste minst ha sprungit in 45 000 euro för att få starta.
Loppet travas över 2700 meter på stora banan på Vincennes, med voltstart. Den samlade prissumman är 120 000 euro, och 54 000 euro i första pris.

## Vinnare
| År   | Häst               | Efter             | Kusk                     | Tränare                 | Tid    |
| ---- | ------------------ | ----------------- | ------------------------ | ----------------------- | ------ |
| 2024 | Katinka Aimef      | Singalo           | Alexis Collette          | Franck Leblanc          | 1'12"7 |
| 2024 | Jéroboam d'Érable  | Prodigious        | Damien Bonne             | Clément Thomain         | 1'12"3 |
| 2023 | Ivrig Viking       | Rocklyn           | Yoann Lebourgeois        | Didier Brohier          | 1'13"3 |
| 2022 | Hatchet Man        | Goetmals Wood     | David Thomain            | Philippe Allaire        | 1'12"4 |
| 2021 | Gladys des Plaines | Opus Viervil      | Mathieu Mottier          | Gilles Curens           | 1'13"5 |
| 2020 | Flèche Bourbon     | Saxo de Vandel    | Alexandre Abrivard       | Sébastien Guarato       | 1'13"8 |
| 2019 | Éolia de Houelle   | Goetmals Wood     | Anthony Barrier          | Franck Leblanc          | 1'13"5 |
| 2018 | Durzie             | Jag de Bellouet   | Alexandre Abrivard       | Laurent-Claude Abrivard | 1'15"  |
| 2017 | Chablis d'Herfraie | Giant Cat         | David Thomain            | Jean-Pierre Thomain     | 1'15"6 |
| 2016 | Begum Fromentro    | Meaulnes du Corta | Mathieu Mottier          | Thomas Levesque         | 1'14"3 |
| 2015 | Athéna de Vandel   | Prince Gédé       | Yoann Lebourgeois        | Cédric Mégissier        | 1'14"2 |
| 2014 | Vol de Nuit        | Goetmals Wood     | Camille Levesque         | Pierre Levesque         | 1'14"5 |
| 2013 | Ulysse             | Love You          | Thomas Levesque          | Pierre Levesque         | 1'13"8 |
| 2012 | Ténérife Turgot    | Capriccio         | Anthony Barrier          | Pierre Belloche         | 1'14"7 |
| 2011 | Singalo            | Goetmals Wood     | Éric Raffin              | Louis Baudron           | 1'13"6 |
| 2010 | Ragtime du Parc    | Gai Brillant      | Éric Raffin              | Patrice Lecellier       | 1'14"1 |
| 2009 | Quaïd Select       | If Only           | Martial Viel             | André-Henri Viel        | 1'15"8 |
| 2008 | Paola de Lou       | Podosis           | Matthieu Abrivard        | Laurent-Claude Abrivard | 1'13"9 |
| 2007 | One du Rib         | First de Retz     | Jean-Loïc-Claude Dersoir | Joël Hallais            | 1'15"5 |
| 2006 | Nouba Turgot       | Canada            | Éric Raffin              | Franck Anne             | 1'15"0 |
| 2005 | Miss Castelle      | Goetmals Wood     | Philippe Masschaele      | Thierry Duvaldestin     | 1'15"8 |
| 2004 | L'As de Neige      | Allegro           | Jean-Philippe Mary       | Pierre-Désiré Allaire   | 1'17"6 |
| 2003 | Kriolaise          | Achille           | Franck Nivard            | Jean-Baptiste Bossuet   | 1'16"5 |
| 2002 | Jirella            | Cèdre du Vivier   | Jean-Michel Bazire       | Jean-Michel Bazire      | 1'16"7 |
| 2001 | Indra Speed        | Ténor de Baune    | Arnaud Angéliaume        | Michel Triguel          | 1'19"3 |
| 2000 | Hugo Barbés        | Quadrophénio      | Jean-Philippe Mary       | Christian Bigeon        | 1'22"1 |
| 1999 | Grande Marée       | Quadrophénio      | Michel Lenoir            | Michel Lenoir           | 1'19"9 |
| 1998 | Fan Quick          | And Arifant       | Laurent-Claude Abrivard  | Laurent-Claude Abrivard | 1'19"2 |
| 1997 | Écrin Castelets    | Marpheulin        | Pierre-Yves Verva        | Bernard Desmontils      | 1'17"6 |
| 1996 | Don Paulo          | Hurgo             | Philippe Gillot          | Marie-Dominique Fairand | 1'17"4 |
| 1995 | Casino Royal       | Iobarko           | Jean-Loïc-Claude Dersoir | Markku Vartiainen       | 1'17"3 |
| 1994 | Bigfeu             | Feu Vert          | Jean-Claude Hallais      | Jean-François Popot     | 1'18"3 |
| 1993 | April Pearl        | Passionnant       | Michel Lenoir            | Alain Roussel           | 1'25"3 |
| 1992 | Vivier de Montfort | Kronos du Vivier  | Jean-Claude Hallais      | Christian Bigeon        | 1'17"2 |
| 1991 | Urac de Valaudière | Nestoriac         | Yves Dreux               | Ali Hawas               | 1'19"4 |
| 1990 | Triomphe de Rozoy  | Chambon P         | Philippe Békaert         | Gilles Baudron          | 1'20"6 |
| 1989 | Seilhac            | Janus de Crillé   | Jacques-Maurice Riaud    | Ali Hawas               | 1'20"9 |
| 1988 | Reine du Corta     | Ura               | Michel Lenoir            | Alain Roussel           | 1'20"6 |
| 1987 | Quel Soro          | Ignifuge          | Alain Sionneau           | Alain Sionneau          | 1'20"1 |
| 1986 | Prince Atout       | Seddouk           | Michel Lenoir            | Alain Roussel           | 1'21"1 |
| 1985 | Oppoka Mabon       | Bill D            | Yves Dreux               | André-Louis Dreux       | 1'21"3 |
| 1984 | Nersinou           | Ersin             | Yves Dreux               | René Veslard            | 1'19"0 |
| 1983 | Morgan du Roi      | Vigneron          | Michel-Marcel Gougeon    | Jean-Lou Peupion        | 1'21"8 |
| 1982 | Liszt              | Villequier B      | Jean-Claude Hallais      | Jean-Claude Hallais     | 1'19"8 |
| 1981 | Kaiser Trot        | Canino            | Pascal Békaert           | Joël Hallais            | 1'19"9 |